# Тонкие материи
«То́нкие ма́терии» — российский комедийный мелодраматический телесериал. Производством сериала занималась компания «COSMOS studio».
Премьера многосерийного фильма состоялась с 7 по 10 сентября 2020 года на «Первом канале» после прерывания сериала «Презумпция невиновности».

## Сюжет
1962-й год. Татьяна, приехавшая покорять столицу, не поступает в текстильный институт: виной тому не отсутствие таланта (Таня — прирождённый модельер), а трагическая биография Таниного отца. По воле случая Таня устраивается на работу в закрытую «Сотую секцию» универмага «Столица», обслуживающую элиту советского общества. Для Тани работа в «Сотой секции» шанс осуществить мечту: стать знаменитым художником и покорить мировую столицу моды — Париж, но на пути к профессиональному Олимпу встаёт Володя — молодой человек из номенклатурной семьи. Они с Таней влюбляются друг в друга, но ситуацию несколько осложняет наличие у Володи невесты. Таня оказывается перед сложным выбором, где малейший неосторожный шаг — и она может лишиться и любви, и репутации, и мечты.

## В ролях
| Актёр                | Роль             |
| -------------------- | ---------------- |
| Анастасия Талызина   | Татьяна Назарова |
| Константин Белошапка | Володя           |
| Софья Лебедева       | Катя             |
| Наталья Бергер       | Лидия            |
| Артур Сопельник      | Антон Верещагин  |
| Олег Алмазов         | Зотов            |
| Мария Порошина       | Вера             |
| Кузьма Сапрыкин      | Костик           |
| Екатерина Хейфец     | Ханя             |
| Юрий Нифонтов        | Нагорный         |
| Владимир Виноградов  | Ситников         |
| Марина Гайзидорская  | Искра            |
| Алексей Сахаров      | Анатолий         |
| Софья Зайка          | Рая              |
| Ольга Хохлова        | Нина Васильевна  |
| Кристина Исайкина    | Кира             |
| Николай Сороканов    | следователь КГБ  |
| Игорь Сигаев         | фотограф         |
| Константин Глушков   | Степун           |
| Филипп Горенштейн    | Иосиф            |
| Анна Гуляренко       | Зинуля           |
| Александр Касаткин   | Борис            |
| Ирина Колодяжная     | Шура             |
| Юрий Лопарёв         | Пётр             |
| Антонина Паперная    | Наташа           |
| Янина Хачатурова     | Катукова         |
| Михаил Хмуров        | Гладков          |
| Сергей Шаталов       | водитель Степуна |
| Владимир Шульев      | Глеб             |